# Cantó de Pont-à-Marcq
El cantó de Pont-à-Marcq és un cantó francès, al departament del Nord i la regió dels Alts de França. El cantó de Pont-à-Marcq aplega les comunes d'Attiches, Avelin, Bersée, Ennevelin, Fretin, La Neuville, Mérignies, Moncheaux, Mons-en-Pévèle, Ostricourt, Phalempin, Pont-à-Marcq, Thumeries, Tourmignies i Wahagnies. Des del 2004 la consellera general és Béatrice Mullier del Partit Socialista.
| 1962 | 1968 | 1975 | 1982 | 1990 | 1999   | 2006   |
| ---- | ---- | ---- | ---- | ---- | ------ | ------ |
| -    |      |      |      |      | 36.667 | 37.820 |